# 中村だいすけ
中村 だいすけ（なかむら だいすけ、本名：中村 大輔、1983年（昭和58年）- ）は臨床心理士、公認心理師、シンガーソングライター。

## 来歴
- 1983年生まれ。長崎県南高来郡（現・南島原市）出身、神戸育ち。2011年、臨床心理士の資格を取得し、「神戸臨床心理カウンセリングルーム 研心音」を開設[3]。
- 長崎で雲仙普賢岳被災、神戸で阪神淡路大震災被災を経験し、東北被災地、兵庫県内のスクールカウンセラーを務めている[4]。大学在学中にシンガーソングライターとして活動し、2011年5月25日シングル「風薫る」でCDデビュー[5]。2017年1月からはラヂオきしわだにて「中村だいすけの映画で語る心理学」のメインパーソナリティーを務めている[6]。
- 犯罪心理学、裁判心理学を専門とし、刑事事件の分析や鑑定を数多く行っている[7]2019年7月からはまいどなニュース記者として加害者の犯罪心理や再犯防止の記事を執筆している[8]。2021年4月に気軽に話せる喫茶「研心音」をオープンさせた[9]。
- 2023年10月からはラジオ大阪「中村だいすけの心理学入門」、2024年1月からはラジオ関西「中村だいすけの心の音」、2025年からはサンテレビ「スポットライト」のMCも務めている。
- 2023年4月「現場の声を行政に」と、臨床心理士、スクールカウンセラーの経験を生かして兵庫県議会議員選挙に立候補し、神戸市北区で18,303票でトップ当選した。当選後の2023年9月本会議では学校での不登校支援を取り上げ不登校支援員の新設、2024年12月本会議では再犯防止政策の推進を取り上げ、兵庫県で初となる出所者の指導を行う再犯防止・更生支援事業を実現させた。

## 出演

### テレビ
- KBS京都Go on 2006年～2008年出演
- サンテレビ 2015年2月～2016年9月 「Bull Rock TV」レギュラー出演
- ABEMA 2021年　11月1日 報道ニュース「アベプラ」出演
- サンテレビ 2022年1月～2025年4月「VINTAGE 倶楽部」レギュラー出演中
- 関西テレビ2022年　3月2日「報道ランナー」出演
- サンテレビ 2023年1月～「歌旅」出演
- サンテレビ 2025年4月～「スポットライト」レギュラー出演
- MBS 毎日放送 2025年　5月14日「よんチャンTV」出演
- TBSテレビ  2025年7月1日「THE TIME,」出演

### ラジオ
- さくらFM「中村だいすけの歌う心理学」出演（2015年6月～2017年3月）
- FMしまばら[10]「夕暮れ散歩道」出演（2016年8月14日）
- ラヂオきしわだ[11]「中村だいすけの映画で語る心理学」2017年1月～放送中(毎週土曜24時～25時)
- ラジオ関西「三上金也の情報アサイチ！」2017年6月26日出演[12]
- ラジオ関西「情熱ラジオ」2020年7月～9月(コメンテーター)
- ラジオ大阪「中村だいすけの心理学入門」2023年10月～2024年3月
- ラジオ関西「中村だいすけの心の音」2024年1月～放送中(毎週月曜21時15分～)
- Kiss FM KOBE「中村だいすけの真夜中の心理学」2024年7月～2024年12月
- Kiss FM KOBE「ひょうごゆるトーク」2025年4月～放送中(毎週日曜22時55分～)

### 新聞
- 神戸新聞 2011年 7月 7日朝刊　音楽療法活動、CD発売記事掲載
- 神戸新聞 2015年1月7日朝刊掲載　歌う臨床心理士として震災復興、単身高齢者の昼食会でコンサート開催
- 産経新聞 2016年1月31日朝刊　ひょうごの宝「命や夢の大切さを歌で伝えたい　“歌う臨床心理士”中村大輔さん[4]
- 神戸新聞 2017年6月2日朝刊　「受験勉強　夢を持って」歌と心理学の講演
- 毎日新聞 2017年6月2日朝刊　心理学講演ライブ「歌う臨床心理士　高3に夢の大切さ伝える　一人一人が主人公～」[13]
- 神戸新聞 2017年11月29日朝刊「マイベストプロひょうごの専門家をご紹介しますVol.111」
- 神戸新聞 2018年2月14日朝刊「スクールカウンセラーが講演とライブ　～一人一人が人生の主人公～」[14]
- 神戸新聞 2019年 2月 4日朝刊　「言葉の持つ力伝授　稲美・天満南小で講演会」
- 神戸新聞 2019年 6月 25日朝刊　「対人関係悩む子に遊び場」[15]
- 神戸新聞 2020年 5月 23日朝刊　「イライラ、不安、ストレス…　コロナ禍心の健康保つコツは」[16]
- 神戸新聞 2020年 7月 8日朝刊　「言葉は人を幸せに」若宮小でスクールカウンセラー講演[17]
- 読売新聞 2021年 4月 2日朝刊　「心癒やすカフェオープン」臨床心理士・中村さん加古川で
- 神戸新聞 2021年 4月 5日朝刊　「気軽に話に来て」カウンセラーが喫茶店オープン[9]
- 読売新聞 2024年2月19日朝刊　「盗撮の加害者、１０代が増加…日常的にスマホで撮影し「罪悪感薄れる」」[18]

### CD
- Single「風薫る」（2011年5月25日 発売）